# Linaceae
Introdução e Diversidade Taxonômica
A família Linaceae DC. ex Perleb pertence a divisão Magnoliophyta (ordem Malpighiales) das Angiospermas e posiciona-se em um clado bem suportado  com Chrysobalanaceae . De forma geral, é uma família pequena e cosmopolita composta por 13 gêneros e aproximadamente 260 espécies. Está bem distribuída em regiões temperadas e tropicais, sendo difícil caracterizar seus integrantes devido à grande diversidade morfológica e falta de sinapomorfias únicas para a família . São amplamente cultivadas no mundo devido sua beleza ornamental e grande interesse econômico. Destaca-se o linho cultivado (Linum usitatissimum L.), utilizado para a produção da linhaça marrom e dourada  e para a produção de tecidos devido à resistência e durabilidade das fibras extraídas de suas folhas  . Na ornamentação, as plantas da espécie Linum grandiflorum são valorizadas devido suas flores grandes e coloridas . 
Morfologia
A caracterização da Linaceae é difícil devido à diversidade morfológica e ausência de sinapomorfias no grupo [2]. Contudo, pode-se destacar como características gerais a presença de folhas simples, geralmente alternas (raramente opostas ou verticiladas), podendo ou não apresentar estípulas e pecíolos. As flores são actinomorfas e bissexuais, tetrâmeras ou pentâmeras. Possuem os dois verticilos estéreis, ou seja, são diclamídeas, mas geralmente as pétalas são caducas. O ovário é súpero e sincárpico, geralmente com cinco carpelos bilobulados. Os estames estão em número igual ou o dobro das pétalas e são unidos por um anel laminar basal. Os frutos produzidos por essas plantas diferem dentro das duas subfamílias, podendo ser do tipo cápsula ou drupa [5].  
Relações Filogenéticas 
Atualmente, Linaceae é dividida em duas subfamílias monofiléticas: Linoideae e Hugonioideae. O monofiletismo foi confirmado graças às análises usando os genes plastidiais matK e rbcL . 
Entre elas, Linoideae é considerada a maior subfamília, contendo 8 gêneros, incluindo o gênero-tipo da família (Linum sp). Quanto à distribuição, estima-se que haja cerca de 210 espécies habitando essencialmente regiões temperadas, apesar de existirem espécies que podem se estender ou compor ecossistemas tropicais. Morfologicamente, vão de herbáceas (ervas) a arbustos e podem ser caracterizados pela presença de cinco estames férteis e fruto cápsula [7]. Os gêneros contidos na subfamília Linoideae são: Anisadenia Wall. ex C.F.W. Meissn., Cliococca Bab., Hesperolinon (A. Gray) Small, Linum Linnaeus, Radiola Hill, Reinwardtia Dumort, Sclerolinon C.M. Rogers e Tirpitzia Hallier f. 
Quanto a subfamília Hugonioideae, embora sua monofilia não seja bem sustentada, tem seus indivíduos distribuídos nos trópicos e em alguns casos em habitats áridos. É formada por 5 gêneros e aproximadamente 53 espécies e habitam principalmente florestas úmidas de várzea. Diferentemente de Linoideae, os membros de Hugonioideae formam árvores, arbustos e cipós (lenhosos), apresentam dez estames férteis e frutos do tipo drupa . Os gêneros contidos na subfamília Hugonioideae são: Hebepetalum Benth, Hugonia L, Indorouchera Hallier f., Philbornea Hallier f. e Roucheria Planch. 

Distribuição no Brasil 
No Brasil, há relatos de somente 4 gêneros e 19 espécies até o momento . Os gêneros não são endêmicos e os descritos no país são: Cliococca Bab., Hebepetalum Benth., Linum L., Roucheria Planch. A distribuição em território brasileiro abrange todas as regiões e grande parte dos estados: Norte (Acre, Amazonas, Amapá, Pará, Rondônia, Roraima); Nordeste (Bahia, Maranhão); Centro-Oeste (Mato Grosso); Sudeste (Espírito Santo, Minas Gerais, Rio de Janeiro, São Paulo) e Sul (Paraná, Rio Grande do Sul, Santa Catarina) [5]. 

Gênero
- Anisadenia
- Cliococca
- Hesperolinon
- Linum
- Radiola
- Reinwardtia
- Sclerolinon
- Tirpitzia

Referências:
1. ↑  [1] LOPES, A. D. S. et al. The Linum usitatissimum L. plastome reveals atypical structural evolution, new editing sites, and the phylogenetic position of Linaceae within Malpighiales. Plant Cell Reports, v. 37, n. 2, p. 307–328, 30 out. 2017.
2. ↑  [2] DRESSLER, S.; REPPLINGER, M.; BAYER, C. Linaceae. In: KUBITZKI, K. (ed.). Flowering Plants. Eudicots: Malpighiales. Springer Science & Business Media, Berlin, Heidelberg, 2014. p. 237-246.
3. ↑  [3] MUIR, A. D.; WESTCOTT, N. D. Flax: the genus Linum. Boca Raton: CRC Press, p 307, 2003.
4. ↑  [4] GOUDENHOOFT, C.; BOURMAUD, A.; BALEY, C. Flax (Linum usitatissimum L.) Fibers for Composite Reinforcement: exploring the link between plant growth, cell walls development, and fiber properties. Frontiers In Plant Science, v. 10, p. 1-23, 3 abr. 2019.
5. ↑  [5] SOARES-SILVA, J.P.; SAMPAIO, D. Linaceae in Flora e Funga do Brasil. Jardim Botânico do Rio de Janeiro. Disponível em: <https://floradobrasil.jbrj.gov.br/FB148>. Acesso em: 28 jan. 2023.
6. ↑  [6] LYAKH, V.A.; SOROKA, A.I.; BOIKA, O.A. Diversity of Ornamental Flower Traits and Peculiarities of their Inheritance in L. grandiflorum Desf. Indian Hortic, v. 8, n. 4, p. 106–110, 2018.
7. ↑  [7] MCDILL, J. R.; SIMPSON, B. B. Molecular phylogenetics of Linaceae with complete generic sampling and data from two plastid genes. Botanical Journal of the Linnean Society, v. 165, n. 1, p. 64–83, 8 dez. 2010.
8. ↑  [8] JARDIM, A. G. A revision of Roucheria Planch. and Hebepetalum Benth. (Hugoniaceae). Tese (Master of Science) – Graduate School of University of Missouri. Saint Louis, Missouri, p. 188. 1999.
9. ↑  [9] DÁVILA, N. et al. Flora of Reserva Ducke, Amazonas, Brazil: Linaceae. Rodriguésia, v. 71, 2020.